# Harriet – den lilla listiga spionen
Harriet – den lilla listiga spionen (engelska: Harriet the Spy) är en amerikansk coming of age-komedifilm från 1996 i regi av den långfilmsdebuterande Bronwen Hughes, med Michelle Trachtenberg i huvudrollen som Harriet M. Welsch, vilket var hennes skådespelardebut. Även andra skådespelare som Rosie O'Donnell, J. Smith-Cameron, Gregory Smith och Vanessa Lee Chester medverkar i filmen. Den är baserad på en roman med samma namn från 1964 skriven av Louise Fitzhugh, och följer en sjätteklasselev, som strävar efter att få en karriär som både författare och spion.
Inspelningen av filmen satte igång i Toronto under hösten 1994 och avslutades i slutet av 1995. Den producerades av Paramount Pictures, Nickelodeon Movies och Rastar, och var den allra första filmen att produceras av Nickelodeon Movies, samt den första av två filmatiseringar av böckerna om spionen Harriet. Ett pilotavsnitt av TV-serien Hey Arnold! (Arnold) visades på biograferna i USA, i samband med att filmen fick sin officiella biopremiär.
Filmen hade biopremiär i USA den 10 juli 1996, och fick därefter blandade recensioner från kritiker. Den tjänade 26,6 miljoner dollar över hela världen på en produktionsbudget på 12 miljoner dollar. Filmen släpptes sedan på hemmavideo den 25 februari 1997.
År 2010 hade en andra film, Harriet the Spy: Blog Wars, premiär, denna gång som TV-film på TV-kanalen Disney Channel. I denna film medverkar bland annat skådespelerskan Jennifer Stone i huvudrollen som titelkaraktären Harriet Welsch.

## Rollista
| Michelle Trachtenberg | – Harriet M. Welsch       |
| Rosie O'Donnell       | – Catherine "Ole Golly"   |
| Gregory Smith         | – Simon "Sport" Rocque    |
| Vanessa Lee Chester   | – Janie Gibbs             |
| J. Smith-Cameron      | – Violetta Welsch         |
| Robert Joy            | – Ben Welsch              |
| Eartha Kitt           | – Agatha K. Plummer       |
| Charlotte Sullivan    | – Marion Hawthorne        |
| Teisha Kim            | – Rachel Hennessy         |
| Cecilley Carroll      | – Beth Ellen Hansen       |
| Dov Tiefenbach        | – Pojke med lila strumpor |
| Nina Shock            | – Carrie Andrews          |
| Connor Devitt         | – Pinky Whitehead         |
| Alisha Morrison       | – Laura Peters            |
| Nancy Beatty          | – Miss Elson              |
| James Gilfillan       | – Archie Simmons          |
| Gerry Quigley         | – Sportpappa              |
| Jackie Richardson     | – Janies mamma            |
| Roger Clown           | – Dr. Wagner              |
| Sally Cahill          | – Hembiträde              |